# Oostelijke wapiti
De oostelijke wapiti (Cervus canadensis canadensis) is een uitgestorven ondersoort van de wapiti, die voorkwam in het noorden en oosten van de Verenigde Staten en het zuiden van Canada. De laatste oostelijke wapiti werd neergeschoten in Pennsylvania op 1 september 1877. In 1880 werd de ondersoort als uitgestorven verklaard door de United States Fish and Wildlife Service. Ongeveer tegelijkertijd werd ook de Merriam-wapiti als uitgestorven uitgeroepen.
In 2017 herclassificeerde de International Union for Conservation of Nature (IUCN) de ondersoorten van de Noord-Amerikaanse wapiti-ondersoorten. Afgezien van de tule-wapiti en de Roosevelt-wapiti werden alle andere ondersoorten als C. c. canadensis geclassificeerd. Als dit werkelijkheid blijkt, betekent dit dat de ondersoort niet is uitgestorven en teruggekeerd is in het oosten van de Verenigde Staten in de vorm van de Rocky Mountain-wapiti, die in de twintigste eeuw werd geïntroduceerd in de regio. 
Een volgroeid mannetje kan wel 450 kg wegen, met een schouderhoogte van 1,3-1,5 meter en een gewei van 1,8 meter lengte.

## Geschiedenis
Aan het begin van de Europese kolonisatie van Amerika aan het einde van de 15e eeuw waren wapiti's wijdverspreid in Noord-Amerika en kwamen ze voor in het grootste deel van het continent. Oostelijke wapiti's bewoonden de uitgestrekte bossen van de Eastern Woodlands tot aan de Mississippi. Toen de mensen zich de volgende eeuwen in de regio bleven vestigen, nam de elandpopulatie af door overbejaging en het verlies van hun dichte boshabitat. De natuuronderzoeker John James Audubon vermeldde naar verluidt dat er in 1851 nog steeds een paar wapiti's in het Alleghenygebergte te vinden waren, maar dat ze vrijwel verdwenen waren uit de rest van hun verspreidingsgebied. Tegen het einde van de 19e eeuw was de oostelijke wapiti volledig uitgestorven. Het weinige dat bekend is over deze wapiti-ondersoort is afkomstig van overblijfselen en historische referenties. Mitochondriaal DNA-onderzoek in 2004 heeft aangetoond dat Cervus canadensis een andere soort is dan het Europese edelhert. Prehistorische bewijzen van oostelijke wapiti's van 2500 jaar geleden zijn gevonden in Alabama en Delaware.

## Vervanging in het voormalige leefgebied
Niet lang nadat de laatste oostelijke wapiti werd gedood in Pennsylvania, boden federale ambtenaren, bezorgd over de uitdijende kuddes wapiti's in en rond Yellowstone National Park, de dieren aan aan iedereen die bereid was om ze te nemen. De pas opgerichte Pennsylvania Game Commission nam het aanbod van de Yellowstone officials aan en startte een programma om wapiti's te herintroduceren in Pennsylvania. Beginnend in 1913 en eindigend in 1926, liet de commissie 177 wapiti's los in 10 county's, waaronder 50 dieren uit Yellowstone. Op dit moment telt Pennsylvania's wapitikudde er meer dan 800 en hun verspreidingsgebied beslaat ongeveer 2070 km².
In 1990 werden haalbaarheidsstudies uitgevoerd om te bepalen of wilde, vrij rondlopende wapiti's nog steeds een plaats hadden in sommige van hun voormalige oostelijke leefgebieden. Toen dit eenmaal voltooid was, werden gezonde bronkuddes Rocky Mountain-wapiti's uit Arizona, Kansas, New Mexico, North Dakota, Oregon, Utah en Alberta's Elk Island National Park gebruikt om wapiti's te introduceren in het voormalige oostelijke wapitigebied.
Succesvolle wapitipopulaties zijn nu geïntroduceerd in Arkansas (1991), Wisconsin (1995), Ontario (2001), Kentucky, Tennessee en Great Smoky Mountains National Park in 2002, Michigan in 1919, de Missouri Ozarks (2011), Virginia (2012). Eind 2016 werden wapiti's geherintroduceerd in het zuiden van West Virginia. Daarnaast zijn er ook haalbaarheidsstudies uitgevoerd in Illinois en New York (hoewel deze nog niet hebben geleid tot herstel van wapiti's).

## Overgebleven populaties
Er zijn misschien meer overblijfselen van de oostelijke wapiti dan oude skeletten. In 1905 werden 18 wapiti's geïntroduceerd in het Fiordland National Park in Nieuw-Zeeland, een geschenk van Theodore Roosevelt. De wapiti's waren overlevenden van een oorspronkelijke zending van 20 stuks, waarvan de helft afkomstig was uit Yellowstone National Park en de andere helft uit een Indiaans wildreservaat in Brookfield, Massachusetts, dat eigendom was van H.E. Richardson. Van de laatste wordt aangenomen dat het oostelijke wapiti's zijn die in het noorden van Minnesota zijn gevangen door inheemse Amerikanen. De mogelijke bloedlijn van de oostelijke wapiti zou enkele ongewone kenmerken kunnen verklaren die hij heeft gezien bij Nieuw-Zeelandse wapiti's, zoals een “tweesplitsig” gewei waarbij de dolk, of vierde punt, aan het uiteinde vertakt.
De kans op een zuivere bloedlijn is echter erg klein. Hoewel de dierenpopulatie zich met succes had aangepast aan het ruige terrein, hebben verschillende factoren waarschijnlijk bijgedragen aan een verdunning van de pure genenpoel. De afschaffing van de bescherming in 1935, de kruisingen met edelherten die zich in het gebied verspreidden, het tot nationaal park verklaren van de Fiordland regio in 1952 en de daaruit voortvloeiende status van de wapiti en alle geïntroduceerde wildsoorten die door de toenmalige overheidsinstanties tot schadelijke dieren of plagen werden gedegradeerd, hebben ervoor gezorgd dat de wilde kudde in verval raakte. Vandaag de dag is die kudde nog maar een schim van zichzelf en bestaat alleen nog maar uit kruisingen van verschillende gradaties die de pogingen van overheidsinstanties om ze uit te roeien of te verwijderen uit Fiordland hebben getrotseerd.
Oostelijke wapiti's zouden zich ook kunnen handhaven in de uitgestrekte bossen van Ontario. Hoewel het bewijs twijfelachtig is, meldden veel mensen dat ze in het begin van de jaren 1980 een groep wapiti's hadden gezien in de buurt van Sault Ste. Marie (Ontario) en Sault Ste. Marie (Michigan). Deze wapiti's zouden van oostelijke oorsprong kunnen zijn - en nog steeds kunnen voorkomen in de wildernis van Ontario.